# Louis Rosier
Louis Rosier (Chapdes-Beaufort, 1905. november 5. – Neuilly-sur-Seine, 1956. október 29.) francia autóversenyző, Formula–1-es pilóta.

## Pályafutása
Grand Prix-pályafutását a  40-es években kezdte. Ezt a második világháború szakította félbe, majd miután visszatért, már létrejött a Formula–1, és ott versenyzett. A világháború előtti teljesítményét nem sikerült megismételnie, azonban az F1-ben is többször volt pontszerző, dobogóra is állhatott. 1950-ben megnyerte a Le Mans-i 24 órás autóversenyt is. 1956-ban Montlhéryben baleset áldozata lett.

## Teljes Formula–1-es eredménylistája
(Táblázat értelmezése)

(Félkövér: pole-pozícióból indult; dőlt: leggyorsabb kört futott) 

| Év   | Csapat                        | Kasztni             | Motor                  | 1       | 2       | 3       | 4       | 5       | 6       | 7      | 8       | 9      | #   | Pont |
| ---- | ----------------------------- | ------------------- | ---------------------- | ------- | ------- | ------- | ------- | ------- | ------- | ------ | ------- | ------ | --- | ---- |
| 1950 | Ecurie Rosier                 | Talbot-Lago T26C    | Talbot-Lago Straight-6 | GBR 5   | MON Ret | 500     |         |         |         | ITA 4  |         |        | 4.  | 13   |
| 1950 | Automobiles Talbot-Darracq SA | Talbot-Lago T26C-DA | Talbot-Lago Straight-6 |         |         |         | SUI 3   | BEL 3   | FRA Ret |        |         |        | 4.  | 13   |
| 1950 | Charles Pozzi                 | Talbot-Lago T26C    | Talbot-Lago Straight-6 |         |         |         |         |         | FRA 6*  |        |         |        | 4.  | 13   |
| 1951 | Ecurie Rosier                 | Talbot-Lago T26C-DA | Talbot-Lago Straight-6 | SUI 9   | 500     | BEL 4   | FRA Ret | GBR 10  | GER 8   | ITA 7  | ESP 7   |        | 13. | 3    |
| 1952 | Ecurie Rosier                 | Ferrari 500         | Ferrari Straight-4     | SUI Ret | 500     | BEL Ret | FRA Ret | GBR DNA | GER     | NED    | ITA 10  |        | HN  | 0    |
| 1953 | Ecurie Rosier                 | Ferrari 500         | Ferrari Straight-4     | ARG     | 500     | NED 7   | BEL 8   | FRA 8   | GBR 10  | GER 10 | SUI Ret | ITA 16 | HN  | 0    |
| 1954 | Ecurie Rosier                 | Ferrari 500/625     | Ferrari Straight-4     | ARG Ret | 500     | BEL     | FRA Ret | GBR Ret | GER 8   | SUI    |         |        | HN  | 0    |
| 1954 | Officine Alfieri Maserati     | Maserati 250F       | Maserati Straight-6    |         |         |         |         |         |         |        | ITA 8   |        | HN  | 0    |
| 1954 | Ecurie Rosier                 | Maserati 250F       | Maserati Straight-6    |         |         |         |         |         |         |        |         | ESP 7  | HN  | 0    |
| 1955 | Ecurie Rosier                 | Maserati 250F       | Maserati Straight-6    | ARG     | MON Ret | 500     | BEL 9   | NED 9   | GBR     | ITA    |         |        | HN  | 0    |
| 1956 | Ecurie Rosier                 | Maserati 250F       | Maserati Straight-6    | ARG     | MON Ret | 500     | BEL 8   | FRA 6   | GBR Ret | GER 5  | ITA     |        | 19. | 2    |

* Megosztva Charles Pozzival.

## Fordítás
- Ez a szócikk részben vagy egészben  a   Louis Rosier című angol Wikipédia-szócikk fordításán alapul.  Az eredeti cikk szerkesztőit annak laptörténete sorolja fel. Ez a jelzés csupán a megfogalmazás eredetét és a szerzői jogokat jelzi, nem szolgál a cikkben szereplő információk forrásmegjelöléseként.